# Haarlemmerdijk 140
Haarlemmerdijk 140, Amsterdam is een gebouw aan de Haarlemmerdijk te Amsterdam-Centrum.

## Geschiedenis
Die Haarlemmerdijk is al eeuwenlang bebouwd met allerlei gebouwen in allerlei bouwstijlen. In de loop der jaren werden gebouwen gesloopt, weer opgebouwd, weer gesloopt en weer opgebouwd. Eén van de voorbeelden daarvan is te vinden op de hoek met het Haarlemmerplein. Dat gebouw Haarlemmerplein 2, Haarlemmerdijk 192-194 werd rond 1970 gebouwd naar een modern ontwerp van Arthur Staal, het week destijds in bouwstijl af van alles in haar omgeving. Een gebouw dat juist niet afwijkt voor wat betreft bouwstijl is Haarlemmerdijk 140; het gebouw heeft tekenen van de art nouveau; aan de Haarlemmerdijk en Haarlemmerstraat staan meer panden in die stijl (zie bijvoorbeeld Haarlemmerdijk 39). Een aantal van die panden genieten een status van gemeentelijk monument of rijksmonument, dat geldt echter niet voor Haarlemmerdijk 140.

## Na 1960
Hier stond tot 1960 een pand dat diende tot woon/winkelpand (in 1916 een poppenkliniek), zoals bijna alle gebouwen aan de dijk; het ligt immers in een van oudsher winkelstraat. Bovenop een winkelgedeelte met insteekvloer waren twee woonetages geplaatst en een kap. In 1960 was de toestand van Haarlemmerdijk 140 zo matig dat er vanuit Bouw- en Woningtoezicht kwam een voorschrift het gebouw te slopen. Er werd vervolgens een nieuw gebouw neer te zetten. Er kwam een bouwwerk in de traditie van de jaren zestig; zeer rechtlijnig; stijl, nieuwe zakelijkheid. 
In 2009 vond men dat (kennelijk) uit de toon vallen en de eigenaar Hartje Jordaan Vastgoed vroeg aan de gemeente Amsterdam een sloopvergunning aan. Wat in de jaren zestig nog niet gold, was dat het gebouw moest passen in de buurt. De Haarlemmerbuurt was inmiddels beschermd stadsgezicht en nieuwbouw mocht dus niet (te) sterk afwijken van haar omgeving. Architect Walter Pehlemann (B.I./BNA) en R.C.A. Kruize van Architectenbureau Klein uit Wormerveer kwamen vervolgens met een gebouw in de art-nouveaustijl. Architectenbureau Klein werkte vaker voor bijvoorbeeld Stadsherstel. De gehele voorgevel heeft eigenschappen van de art nouveau; er zijn tegeltableaus, raampartijen hebben ronde kalven en bovenlijsten; hekwerkjes hebben zweepslagen en er is bewerkt natuursteen.
Vanwege die late bouw wordt het pand niet vermeld in het boekwerk van Max Put Art nouveau in Amsterdam (2022).